# Dorylas Moreau
Pour les articles homonymes, voir Moreau (nom de famille).
Dorylas Moreau (15 juillet 1947 à Kamouraska - 22 octobre 2019 à Rouyn-Noranda) est un homme d'Église canadien, évêque de Rouyn-Noranda de 2001 à 2019. 

## Biographie
Originaire de Kamouraska (Québec), Dorylas Moreau étudia au grand séminaire de Québec et reçut l'ordre en l'année 1972. Il a aussi étudié la liturgie à l'abbaye Saint-André de Bruges en Belgique et à l'Institut de pastorale des dominicains. 
Il a exercé son ministère dans le diocèse de Sainte-Anne-de-la-Pocatière, dans les paroisses de Saint-Paul-de-Montminy, Sainte-Apolline-de-Patton et Saint-Patrice-de-la-Rivière-du-Loup. En 1999 et 2000, il a effectué un stage d'études à Jérusalem.
Il a été nommé évêque de Rouyn-Noranda par Jean-Paul II le 30 novembre 2001 et consacré à l'épiscopat le 2 mars 2002 par Mgr Jean-Guy Hamelin. Ses coconsécrateurs furent Mgrs Clément Fecteau et André Gaumond. Sa démission est acceptée par le pape François le 25 juin 2019.